# Oxydia fulcata
Oxydia fulcata là một loài bướm đêm trong họ Geometridae.